# Faisal Islamic Bank of Sudan
Die Faisal Islamic Bank (Sudan) (arabisch بنك فيصل الإسلامي السوداني, Bank Fayṣal al-Islāmī al-Sūdānī) ist eine Islamische Bank im Sudan. Das unternehmen beschreibt sich selbst als Bank mit „islamischer Orientierung“ („Islamic orientation“) und „sudanesischen Merkmalen“ („Sudanese features“). Die indische Nachrichtenagentur Siasat Daily beschreibt sie als Sudan’s „größten Kreditgeber“ („largest lender“) und 2016 als Bank, die „risikoarme, kurzfristige Kredite mit schnellen Renditen bevorzugt“ („favours low-risk, short-term loans and quick returns“).

## Geschichte
Nach eigenen Angaben wurde die Bank im Mai 1977 von „86 sudanesischen und saudischen Gründern sowie weiteren Staatsangehörigen einiger islamischer Staaten“ gegründet, die „die Hälfte des genehmigten Kapitals vorschrieben und einzahlten“ („86 Sudanese and Saudi founders as well as other nationals of some Islamic States [...] prescribed and paid up half of the authorized capital“). Die Bank hat ihren Hauptsitz in Khartum und verfügt über 65 Filialen, hauptsächlich in Khartum, Nord-Khartum und Omdurman. Bloomberg gibt an, dass sie 1.288 Mitarbeiter beschäftigt.
Chicago Tribune schreibt die Bank sei von der Al Shamal Islamic Bank und vier weiteren Parteien gegründet worden. Öffentlichen Aufzeichnungen zufolge sind 19 Prozent der Faisal Islamic Bank im Besitz des Dar Al-Maal Al-Islami Trust (DMI Trust), welcher ebenfalls von Prinz Faisal geleitet wird. Der 3,5 Milliarden Dollar schwere DMI Trust, dessen Slogan lautet „Allah ist der Lieferant des Erfolgs“ („Allah is the purveyor of success“), wurde 1981 gegründet, um die Verbreitung des islamischen Bankwesens in der muslimischen Welt zu fördern. In seinem 12-köpfigen Vorstand befindet sich laut einem DMI-Sprecher auch Haydar Mohamed Bin Laden, ein Halbbruder von Osama bin Laden. Weitere Anteilseigner sind:
- Adel Batterjee, ebenfalls Vorsitzender bis 2002.[7]
- Dallah Al-Baraka (Al Baraka Investment and Development Corporation)

Die Bank gehört teilweise Saudi-Arabien.